# Palmtangaren
Die Palmtangaren (Phaenicophilidae) sind eine Vogelfamilie in der Ordnung der Sperlingsvögel (Passeriformes), die auf der Karibikinsel Hispaniola endemisch vorkommt.

## Merkmale
Palmtangaren sind kleine bis mittelgroße Singvögel mit einem olivfarbenen Rücken und einer grauen oder weißlichen Bauchseite. Männchen und Weibchen unterscheiden sich äußerlich kaum. Der Kopf ist klein bis mittelgroß, der Hals ist relativ kurz. Die Flügel sind kurz bis mittellang, der Schwanz ist mittellang. Der Schnabel ist mittellang und leicht erhöht. Die Beine sind kurz bis mittellang, die Füße sind relativ groß.

## Lebensraum und Lebensweise
Palmtangaren leben in verschiedenen Habitaten. Das kann trockenes Buschland sein, immergrüne Laubwälder oder Kiefernwälder in den Bergen. Sie ernähren sich von Früchten, Insekten und Samen. Die Brutbiologie der Palmtangaren ist bisher kaum bekannt. Die Nester sind offen und napfförmig und werden etwa zwei Meter über den Erdboden aus kleinen Zweigen, Blättern, Stängeln, Moos und anderen Pflanzenteilen errichtet. Das Gelege umfasst zwei bis vier Eier. Offenbar werden die Jungvögel von beiden Elternteilen gefüttert.

## Systematik
Von den drei Gattungen, die heute zu den Palmtangaren gezählt werden, wurden Microligea und Xenoligea ursprünglich in die Familie der Waldsänger (Parulidae) gestellt und Phaenicophilus gehörte zu den Tangaren (Thraupidae). Erst genaue phylogenetische Untersuchungen ergaben, dass die Vögel nah miteinander verwandt sind und zu einer Radiation von Singvögeln in der Neuen Welt gehören, die durch neun sichtbare Handschwingenfedern gekennzeichnet ist. Die drei Gattungen wurden deshalb der Familie der Phaenicophilidae zugeordnet, die schon im Jahr 1886 durch den englischen Zoologen Philip Lutley Sclater eingeführt wurde. Die Palmtangaren sind nah mit der Puerto-Rico-Tangare (Nesospingus speculiferus, Familie Nesospingidae) und den karibischen Streifenkopftangaren (Spindalis, Familie Spindalidae) verwandt.

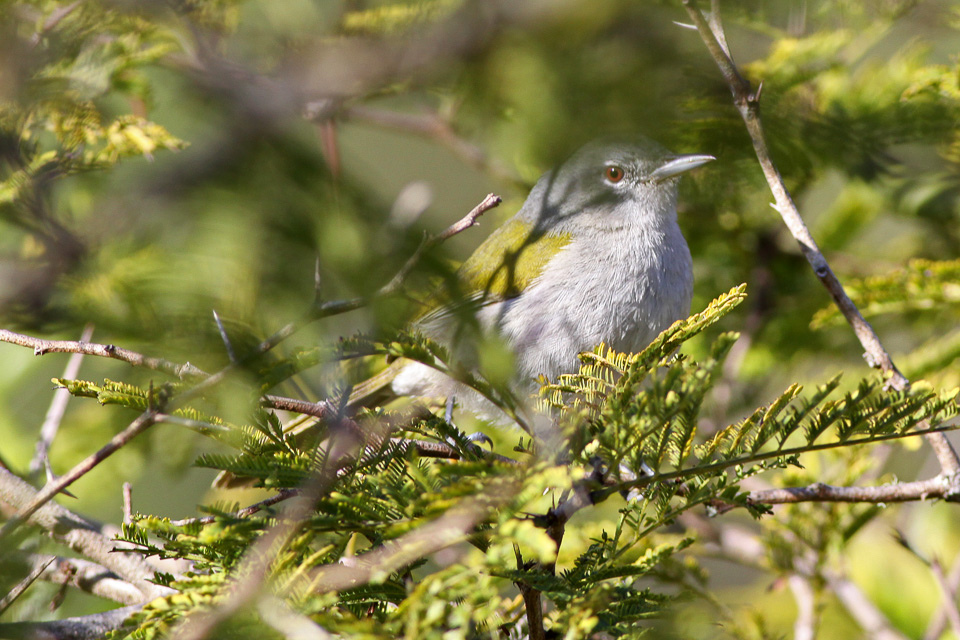
Graubrust-Palmtangare (Microligea palustris)

## Arten
Es gibt drei Gattungen mit vier Arten:
- Graubrust-Palmtangare (Microligea palustris)
- Schwarzscheitel-Palmtangare (Phaenicophilus palmarum)
- Grauscheitel-Palmtangare (Phaenicophilus poliocephalus)
- Spiegelpalmtangare (Xenoligea montana)